# Ongaing
Ongaing (Ohngaing) ist ein Ort in Myanmars Region Mandalay. Er befindet sich im Mogoktal (Mogok Township, Distrikt Pyinoolwin).

## Geologie
In Ongaing wurde in den 1950er Jahren erstmals das seltene Mineral Painit entdeckt, von dem heute nur zwei weitere Fundorte bekannt sind. Außerdem gibt es hier den seltenen Kornerupin und zahlreiche andere Minerale.